# Анцистрокактус
Анцистрокактус (лат. Ancistrocactus) — род растений семейства Кактусовые.
Название происходит от др.-греч. ἄγκιστρον — крючок.

## Описание
Описаны четыре вида этого рода. Стебли небольшие, шаровидные или несколько удлиненные, до 10 см высоты и 6 см в диаметре, светло- либо тёмно-зелёные. Рёбра (в большинстве 13) состоят из спиралевидно расположенных рядов сосочков. Ареолы разделены на две части. Одна из них, направленная к внешней стороне стебля, образует колючки, другая, направленная к центру стебля, образует цветки. Первые цветки на молодых сосочках близко примыкают к части ареолы, несущей колючки. С годами цветки располагаются всё дальше от ареолы и соединяются с ней бороздкой. В верхней части ареолы имеется железка. Радиальные колючки (7—20) белые, желтоватые, серые, прямые, тонкие, 1—2 см длиной. Центральные колючки (3—4) от коричневых до чёрных, более жёсткие, в большинстве крючковидные, 1,5—5 см длиной.
Цветки зеленовато-жёлтые, розовато-зелёные или кремовые, колокольчато-воронковидные, около 2 см длиной и в диаметре, с короткой цветочной трубкой. Плоды розовато-зелёные, продолговатые, сочные. Семена крупные, коричневые либо чёрные.

## Распространение
Род Анцистрокактус распространён в США (Техас) и Мексике (Коауила, Нуэво-Леон, Тамаулипас). Растут разбросанными группами на неплодородных твёрдых почвах полупустынных плоскогорий, между холмами, на выжженных солнцем песчаных склонах гор. В засушливый период стебель размягчается и сморщивается, но быстро восстанавливает форму уже при незначительном увлажнении.

## Использование
В оранжерейной культуре анцистрокактусы в период вегетации нуждаются в большом количестве солнечного света и свежего воздуха при скудном и частом увлажнении земляного кома. Их мощный реповидный корень не переносит избытка влаги. Корневую шейку во избежание загнивания рекомендуется обсыпать слоем гравия. Зимой растения содержат на хорошо освещённом месте при температуре около 8 °C, почти без полива. Повышенная влажность воздуха в этот период может вызвать появление в ареолах и на колючках чёрного грибка. Стебли подвержены нападению красного паутинного клеща. Землесмесь проницаемая, глинисто-дерновая, содержащая до 40 % крупнозернистого песка и мелкого щебня. pH около 5,6. Размножаются семенами.
Выращиваются как коллекционные растения.

## Систематика
- Анцистрокактус короткокрючковый (Ancistrocactus brevihamatus)
- Анцистрокактус крупнокорневой (Ancistrocactus megarhizus)
- Анцистрокактус Шеера (Ancistrocactus scheeri)